# Elachertus bisurmanus
Elachertus bisurmanus är en stekelart som beskrevs av Erdös 1966. Elachertus bisurmanus ingår i släktet Elachertus, och familjen finglanssteklar. Arten är reproducerande i Sverige.